# هیدروکسید استرانسیم
هیدروکسید استرانسیم (به انگلیسی: Strontium hydroxide) با فرمول شیمیایی Sr(OH)۲ یک ترکیب شیمیایی است. که جرم مولی آن 121.63 g/mol (anhydrous)
139.65 g/mol (monohydrate)
265.76 g/mol (octahydrate) می‌باشد. شکل ظاهری این ترکیب، بلورهای بی‌رنگ منشوری است.